# Белмонд (Ајова)
Белмонд (енгл. Belmond) град је у америчкој савезној држави Ајова. По попису становништва из 2010. у њему је живело 2.376 становника.

## Демографија
Према попису становништва из 2010. у граду је живело 2.376 становника, што је -184 (-7.2%) становника више него 2000. године.
| Група             | 2000.         | 2010.         |
| Белци             | 2.386 (93,2%) | 2.055 (86,5%) |
| Афроамериканци    | 6 (0,2%)      | 3 (0,1%)      |
| Азијати           | 5 (0,2%)      | 6 (0,3%)      |
| Хиспаноамериканци | 144 (5,6%)    | 287 (12,1%)   |
| Укупно            | 2.560         | 2.376         |